# Villy-le-Bois

Villy-le-Bois este o comună în departamentul Aube din nord-estul Franței. În 1 ianuarie 2022 avea o populație de 58 de locuitori.